# Alessandro di Efeso
Alessandro di Efeso, soprannominato Lychnos (in greco antico: Ἀλέξανδρος Λύχνος?, Alèxandros Lychnos; Efeso, I secolo a.C. – ...), è stato un retore e poeta greco antico.

## Biografia
Alessandro fu oratore, ma anche storico e poeta didascalico. Visse probabilmente poco prima dell'epoca di Strabone, che lo cita tra gli autori di Efeso più recenti e dichiara, appunto, che prese parte alla vita politica della sua città.

Nel 59 a.C., Cicerone si procurò una copia delle sue opere e ne scrisse negativamente, parlando di

## Opere
Strabone gli attribuisce una storia e due poemi didattici, uno di argomento astrononomico e l'altro di argomento geografico, in cui descrive i grandi continenti del mondo, trattandone ciascuno in un'opera o in un libro a parte. Ciascun libro, affermano altre fonti, era intitolato con il nome del continente trattato.Quanto alla storia a cui allude Strabone, la sua natura è incerta, sebbene Aurelio Vittore citi il primo libro di una storia della guerra marsica di Alessandro di Efeso.
Alcuni autori hanno attribuito a questo Alessandro la storia dei filosofi greci (αἱ τῶν φιλοσόφων διαδοχαί) spesso citata da Diogene Laerzio, ma quest'opera appartiene probabilmente ad Alessandro Poliistore.

Il suo poema geografico, di cui sopravvivono diversi frammenti, è spesso citato da Stefano Bizantino e altri.

Del suo poema astronomico sopravvive un frammento, in passato attribuito erroneamente ad Alessandro Etolo. È probabile che Cicerone si riferisca ad Alessandro di Efeso quando afferma, come citato, che Alessandro non è un buon poeta ed è un autore negligente, per quanto in parte informato.